# Steffi Nerius
Steffi Nerius (Bergen auf Rügen, 1972. július 1. –) világbajnok, olimpiai ezüstérmes német gerelyhajítónő.

## Pályafutása
Hatvanöt méter nyolcvankét centiméteres dobásával második lett az athéni olimpia döntőjében a kubai Osleidys Menéndez mögött.
Négy érmet jegyez a szabadtéri világbajnokságról. 2003-ban, 2005-ben és 2007-ben a harmadik helyen zárt a számban. A 2009-es berlini világbajnokságon a hatodik legjobb eredménnyel került be a döntőbe, ahol 67,30-as dobásával aranyérmes lett.
További két alkalommal volt dobogós az Európa-bajnokságon. 2002-ben Münchenben ezüst-, még 2006-ban a göteburgi tornán aranyérmes lett.

## Egyéni legjobbjai
- Gerelyhajítás - 68,34 méter